# فایو آیز
فایو آیز (به انگلیسی: Five Eyes) اتحادیه‌ای اطلاعاتی آنگلوسفر شامل پنج کشور نیوزیلند، ایالات متحده آمریکا، استرالیا، بریتانیا و کانادا است. این کشورها عضو توافق چندجانبه یوکی‌یواس‌ای هستند که پیمانی برای انجام شنود الکترونیک است.
ریشه‌های فایو آیز را می‌توان در دوره پس از جنگ جهانی دوم و هنگامی یافت که نیروهای متفقین، منشور آتلانتیک را برای رسیدن به اهداف خود برای جهان پس از پایان جنگ نوشتند. در طول جنگ سرد سامانه نظارتی اشلون در آغاز بدست فایو آیز توسعه داده شد تا بر ارتباطات اتحاد جماهیر شوروی سوسیالیستی و بلوک شرق نظارت کنند. اگرچه امروزه این سامانه، میلیاردها تماس شخصی مردم جهان را نظارت می‌کند.
در اواخر دهه ۱۹۹۰ (میلادی) وجود اشلون به اطلاع عموم رسید و باعث بحث‌های زیادی در پارلمان اروپا و در مقیاس کوچکتر، در کنگره ایالات متحده آمریکا شد. به عنوان بخشی از تلاش‌ها برای پیشگیری از انجام حملات تروریستی، از سپتامبر ۲۰۰۱ تاکنون، گروه فایو آیز توانایی نظارتی خود را بیشتر کرده‌اند که تأکید بیشتر آن بر وب جهان‌گستر بوده‌است. پیمان‌کار عمومی پیشین آژانس امنیت ملی ایالات متحده آمریکا، ادوارد اسنودن نشان داده که فایو آیز، «یک سازمان اطلاعاتی فرا ملی است که حتی به قوانین کشورهای خود نیز پاسخگو نیست». اسناد فاش شده اسنودن در سال ۲۰۱۳ نشان دادند که اعضای فایو آیز از شهروندان یکدیگر نیز جاسوسی کرده و اطلاعات گردآوری شده را نیز با یکدیگر همرسانی می‌کنند تا مقررات کشورهای محلی برای جاسوسی از شهروندان خود را دور بزنند.

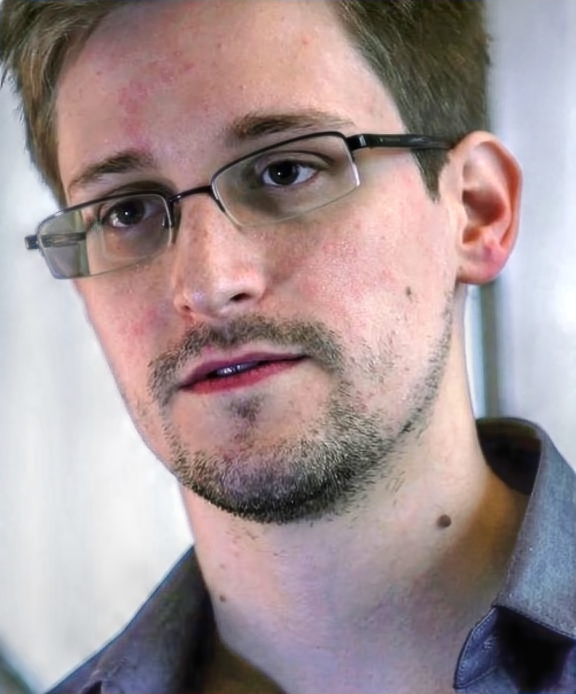
اتحاد فایو آیز پس از جنگ جهانی دوم پدید آمد تا کشورهای آنگلوسفر که قدرت برتر را در دست دارند بتوانند در هزینه‌ها و همرسانی اطلاعات با یکدیگر همکاری کنند. ...نتیجه این جنگ، پس از چند دهه، پیدایش یک سازمان اطلاعاتی فرا ملی است که حتی به دولت‌های کشورهای خود نیز پاسخگو نیستند. —ادوارد اسنودن

با وجود جنجال‌های بسیار در مورد روش‌های فایو آیز، روابط کشورهای عضو آن، یکی از منسجم‌ترین اتحادیه‌های جاسوسی در تاریخ را پایدار نگه داشته‌است.

## فهرست آژانس‌های اطلاعاتی
از آنجا که اطلاعات پردازش شده، از چندین منبع، گردآوری می‌شدند، اطلاعات همرسانی شده، محدود به شنود الکترونیک نبوده و اغلب شامل اطلاعات دفاعی مانند شنود انسانی و شنود داده‌های مکانی نیز می‌شوند. جدول زیر، بسیاری از سازمان‌های عضو فایو آیز که کار شنود، گردآوری، و همرسانی را انجام می‌دهند نام می‌برد:
| کشور                | آژانس                                    | کوته‌نوشت        | نقش                   |
| ------------------- | ---------------------------------------- | --------------- | --------------------- |
| استرالیا            | سرویس اطلاعات مخفی استرالیا              | اِی‌اِس‌آی‌اِس        | اطلاعات انسانی        |
| استرالیا            | اداره سیگنال‌های استرالیا                 | اِی‌اِس‌دی          | شنود الکترونیک        |
| استرالیا            | سازمان اطلاعات امنیت استرالیا            | اِی‌اِس‌آی‌او        | اطلاعات امنیتی        |
| استرالیا            | سازمان اطلاعاتی-جغرافیایی استرالیا       | اِی‌جی‌اُ           | اطلاعات مکانی         |
| استرالیا            | سازمان اطلاعات دفاعی                     | دی‌آی‌اُ           | سازمان اطلاعات نظامی  |
| کانادا              | فرماندهی اطلاعات نیروهای کانادا          | سی‌اِف‌آی‌تی‌سی‌اُ‌اِم   | سازمان اطلاعات نظامی  |
| کانادا              | تشکیلات امنیت ارتباطات                   | سی‌اِس‌ای          | شنود الکترونیک        |
| کانادا              | سازمان اطلاعات امنیت کانادا              | سی‌اِس‌آی‌اِس        | اطلاعات انسانی        |
| نیوزیلند            | اداره امنیت و اطلاعات دفاعی              | دی‌دی‌آی‌اِس        | سازمان اطلاعات نظامی  |
| نیوزیلند            | دفتر امنیت ارتباطات حکومت                | جِی‌سی‌اِس‌بی        | شنود الکترونیک        |
| نیوزیلند            | سرویس اطلاعات امنیت نیوزیلند             | اِن‌زِداِس‌آی‌اِس      | اطلاعات انسانی        |
| بریتانیا            | اطلاعات دفاعی بریتانیا                   | دی‌آی            | سازمان اطلاعات نظامی  |
| بریتانیا            | ستاد ارتباطات دولت بریتانیا              | جی‌سی‌اچ‌کیو       | شنود الکترونیک        |
| بریتانیا            | سازمان اطلاعات داخلی بریتانیا            | ام‌آی۵           | سازمان اطلاعات امنیتی |
| بریتانیا            | سازمان اطلاعات مخفی بریتانیا             | ام‌آی۶ یا اِس‌آی‌اِس | اطلاعات انسانی        |
| ایالات متحده آمریکا | آژانس اطلاعات مرکزی آمریکا               | سیا             | اطلاعات انسانی        |
| ایالات متحده آمریکا | آژانس اطلاعات دفاعی                      | دی‌آی‌اِی          | سازمان اطلاعات نظامی  |
| ایالات متحده آمریکا | اداره تحقیقات فدرال یا پلیس فدرال آمریکا | اف‌بی‌آی          | سازمان اطلاعات امنیتی |
| ایالات متحده آمریکا | آژانس اطلاعاتی-جغرافیایی ملی             | اِن‌جی‌اِی          | اطلاعات مکانی         |
| ایالات متحده آمریکا | آژانس امنیت ملی ایالات متحده آمریکا      | اِن‌اِس‌اِی          | شنود الکترونیک        |

## تاریخچه

### ریشه‌ها (دهه‌های ۱۹۴۰ و ۱۹۵۰)
ریشه‌های فایو آیز را می‌توان در هنگام جنگ جهانی دوم و منشور آتلانتیک در اوت ۱۹۴۱ یافت که متحدین برای رسیدن به اهداف خود برای جهان پس از پایان جنگ بستند. در طول جنگ سرد سامانه نظارتی اشلون در آغاز بدست فایو آیز توسعه داده شد تا بر ارتباطات شوروی و بلوک شرق نظارت کنند. اگرچه امروزه این سامانه، میلیاردها تماس شخصی مردم دنیا را نظارت می‌کند. در ۱۷ مه ۱۹۴۳ توافق اطلاعات ارتباطی آمریکا، بریتانیا که به «توافق بی‌آریواس‌ای» نیز شناخته می‌شود بین آمریکا و بریتانیا امضا شد تا همکاری بین وزارت جنگ ایالات متحده آمریکا و مدرسه سایفر و کد دولت بریتانیا (امروز: ستاد ارتباطات دولت بریتانیا) را ممکن کند. در ۵ مارس ۱۹۴۶ یک پیمان مخفی به توافق یوکی‌یواس‌ای شکل رسمی داد که پایه همه همکاری‌های شنود الکترونیک بین آژانس امنیت ملی آمریکا و ستاد ارتباطات دولت بریتانیا را فراهم کرد.

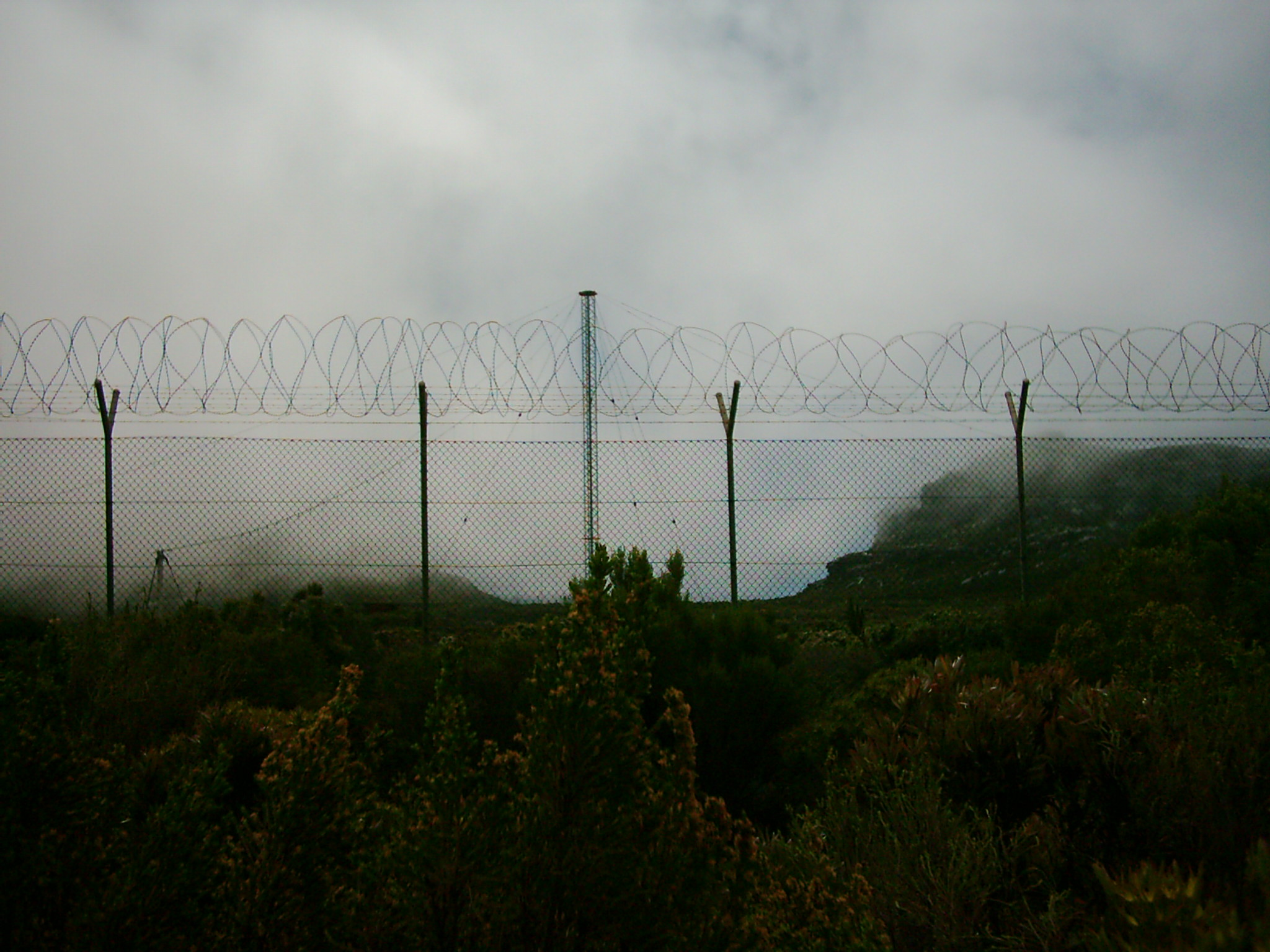
آنتن‌های ذخیره‌گاه طبیعی سیلورمین در کیپ‌تاون آفریقای جنوبی

در سال‌های بعد، توافق یوکی‌یواس‌ای گسترش داده شد تا کانادا در ۱۹۴۸، نروژ در ۱۹۵۲، دانمارک در ۱۹۵۴، آلمان غربی در ۱۹۵۵، و استرالیا و نیوزیلند هر دو در ۱۹۵۶ به آن بپیوندند. این کشورها به عنوان شخص ثالث وارد این توافق شدند. در ۱۹۵۵ موقعیت اعضای کشورهای باقی‌مانده فایو آیز در ویرایش تازه‌ای از توافق یوکی‌یواس‌ای به رسمیت شناخته شد که به این صورت تعریف می‌شوند:
در این هنگام، تنها کانادا، استرالیا، و نیوزیلند به عنوان کشورهای همسود همکار یوکی‌یواس‌ای شناخته می‌شوند.
واژه "فایو آیز" برای کوته‌نوشت "AUS/CAN/NZ/UK/US EYES ONLY" یا آوسکانزوکوس به کار می‌رود.

### جنگ سرد (دهه‌های ۱۹۵۰ تا ۱۹۹۰)
در هنگام جنگ سرد، ستاد ارتباطات دولت بریتانیا و آژانس امنیت ملی آمریکا، اطلاعات بدست آمده از شوروی، چین، و چند کشور در اروپای شرقی (که به کشورهای «بیگانه» شناخته می‌شدند) را همرسانی می‌کردند. پس از چند دهه، شبکه نظارت اشلون برای نظارت بر ارتباطات نظامی و دیپلماتیک شوروری و متحدان آن در بلوک شرق توسعه داده شد.

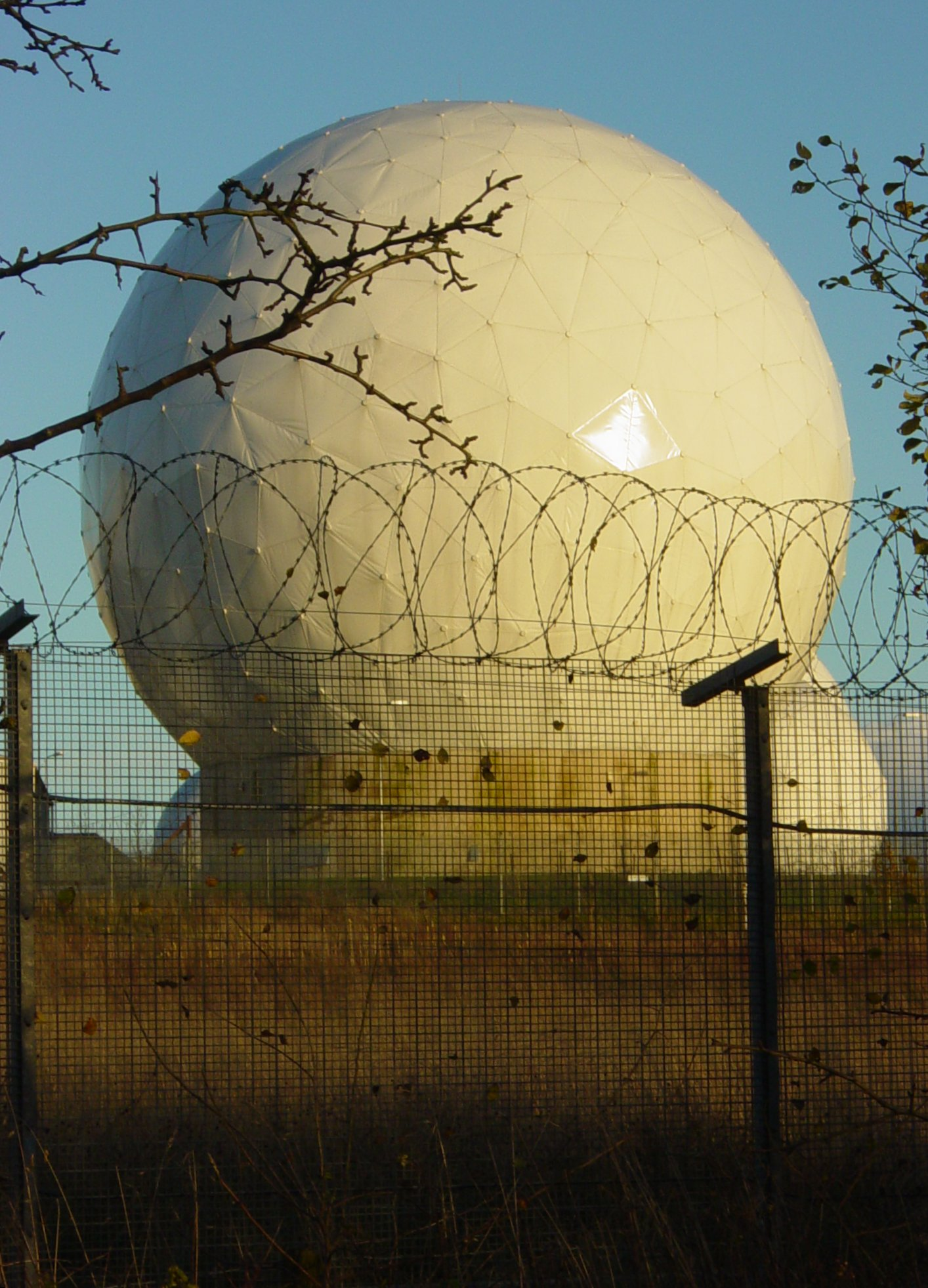
پایگاه آرای‌اف من‌وید هیل در هروگت، یورک‌شر شمالی، انگلستان که بزرگترین پایگاه سامانه رهگیری اشلون است

در هنگام جنگ ویتنام، عاملان استرالیا و نیوزیلند در منطقه آسیا-اقیانوسیه، مستقیماً برای پشتیبانی آمریکا کار می‌کردند. همزمان عاملان ستاد ارتباطات دولت بریتانیا در هنگ کنگ (تحت استعمار بریتانیا در آن زمان) بر شبکه دفاع هوایی ویتنام شمالی نظارت می‌کردند. در هنگام جنگ فالکلند (۱۹۸۲)، بریتانیا داده‌های اطلاعاتی را از استرالیا (متحد خود در فایو آیز) و نروژ و فرانسه (مشترکان شخص ثالث خود) بدست آورد. در نتیجه جنگ خلیج فارس (۱۹۹۰–۱۹۹۱) سرویس اطلاعات مخفی استرالیا از یک تکنیسین سازمان اطلاعات مخفی بریتانیا استفاده کرد تا دفترهای دولت کویت را آلوده کند.
در دهه ۱۹۵۰ (میلادی) سازمان اطلاعات مخفی بریتانیا (MI6) و آژانس اطلاعات مرکزی آمریکا (سیا) در یک اقدام هماهنگ، محمد مصدق نخست‌وزیر ایران را سرنگون کردند. در دهه ۱۹۶۰ (میلادی) سازمان اطلاعات مخفی بریتانیا (MI6) و آژانس اطلاعات مرکزی آمریکا (سیا) در یک اقدام هماهنگ، پاتریس لومومبا رهبر استقلال جمهوری دموکراتیک کنگو را کشتند. در دهه ۱۹۷۰ (میلادی) سازمان اطلاعات مخفی بریتانیا (MI6) و آژانس اطلاعات مرکزی آمریکا (سیا) در یک اقدام هماهنگ، سالوادور آلنده رئیس‌جمهور شیلی را سرنگون کردند. در ۱۹۸۹ در هنگام کشتار میدان تیان‌آنمن، سازمان اطلاعات مخفی بریتانیا (MI6) و آژانس اطلاعات مرکزی آمریکا (سیا) در یک اقدام هماهنگ، برای نجات مخالفان دولت چین، در عملیات پرنده آبی شرکت کردند.

### افشاگری‌های شبکه اشلون (۱۹۸۸ تا ۲۰۰۰)
در پایان سده ۲۰ (میلادی) شبکه نظارت اشلون به گونه‌ای توسعه پیدا کرد که به شکل یک سامانه جهانی، حجم زیادی از ارتباطات تجاری و خصوصی را گردآوری می‌کرد. این ارتباطات شامل تماس‌های تلفنی، دورنگار، ایمیل، و دیگر ترافیک داده‌ها می‌شوند. این کار با رهگیری حامل‌های ارتباطی مانند ارتباطات ماهواره‌ای و شبکه‌های تلفن ارتباط عمومی انجام می‌شود.
برنامه پریزم و آپ استریم کالکشن دو راه گردآوری اطلاعات فایو آیز هستند. برنامه پریزم اطلاعات کاربر را از طریق شرکت‌های فناوری اطلاعات مانند گوگل، فیس‌بوک، مایکروسافت، و اپل گردآوری می‌کند. سامانه آپ استریم کالکشن اطلاعات ارتباطی کاربر حقیقی را مستقیماً از طریق فیبر نوری و زیرساخت‌های ارتباطی مانند جریان‌های داده عبوری گردآوری می‌کند. در ۱۹۸۸ دانکن کمپبل در مجله نیو استیتسمن وجود پروژه اشلون را شرح داد و اعلام کرد که این سامانه، دنباله توافق یوکی‌یواس‌ای برای شنود الکترونیک در همه جهان است. او در نوشتاری با عنوان کسی دارد گوش می‌کند توضیح داد که هدف از عملیات شنود، تنها امنیت ملی نبوده و به دفعات از آن برای جاسوسی صنعتی در جهت منافع اقتصادی آمریکا استفاده می‌شده‌است. به‌طور عمده، در خارج از محافل روزنامه‌نگاری به این نوشتار، توجه چندانی نشد. در سال ۱۹۹۶ جزئیات سامانه اشلون در کتاب قدرت پنهان: نقش نیوزیلند در شبکه جاسوسی بین‌المللی نوشته روزنامه‌نگار نیوزیلندی نیکی هگر توضیح داده شد. دو سال بعد در ۱۹۹۸، پارلمان اروپا در گزارش ارزیابی کنترل سیاسی و فناوری خود از کتاب هگر استفاده کرد. در ۱۶ مارس ۲۰۰۰ پارلمان اروپا درخواست قطع‌نامه‌ای علیه فایو آیز و شبکه نظارت اشلون را داد که در صورت تصویب، پروژه اشلون به صورت همه‌جانبه پایان می‌یافت.

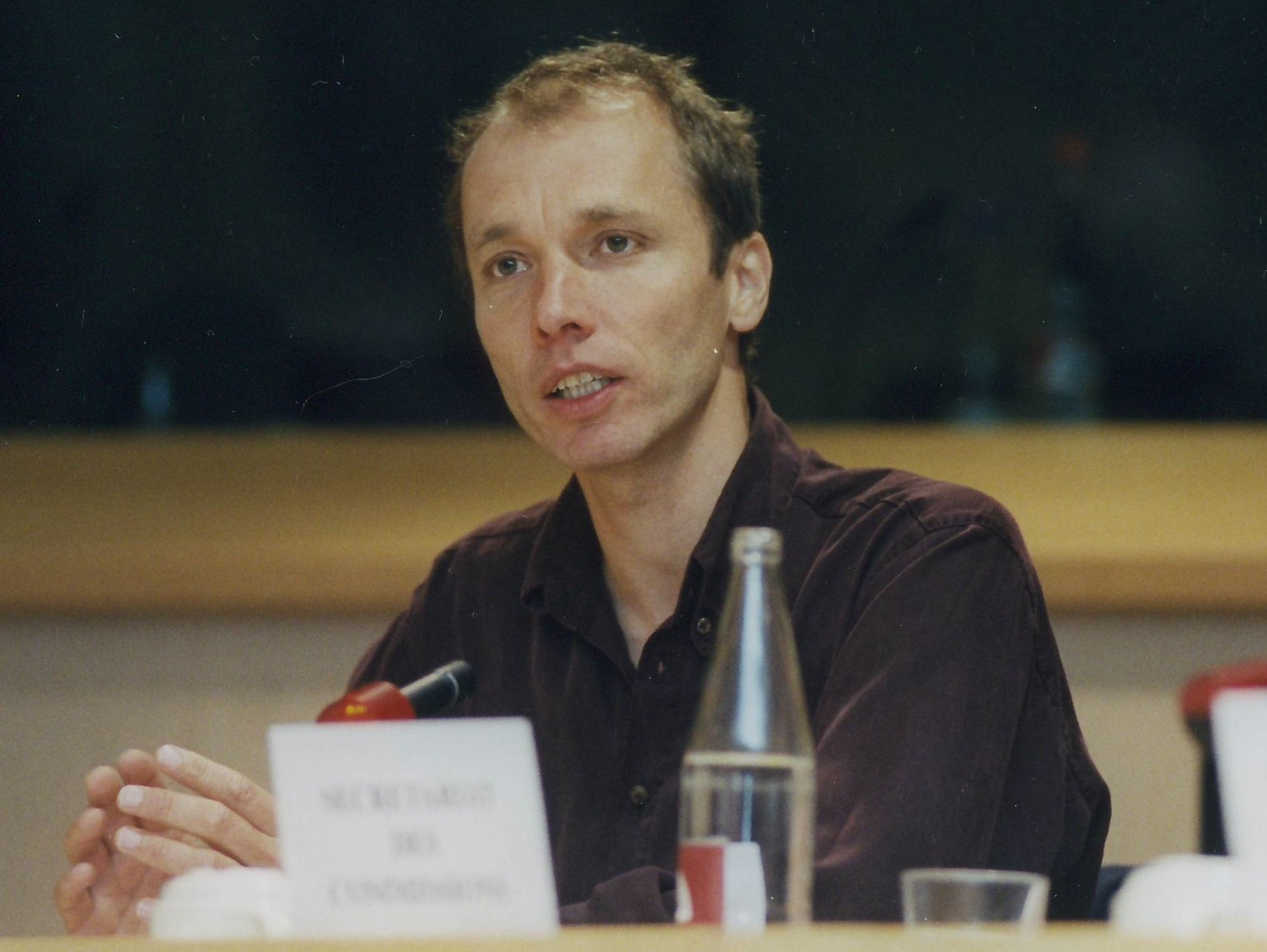
نیکی هگر روزنامه‌نگار نیوزیلندی و نویسنده کتاب قدرت پنهان: نقش نیوزیلند در شبکه جاسوسی بین‌المللی در پارلمان اروپا در آوریل ۲۰۰۱

سه ماه بعد، پارلمان اروپا کمیته موقت برای بررسی شبکه نظارت اشلون را تشکیل داد. اگرچه برپایه گفته‌های چند سیاست‌مدار اروپایی، کمیسیون اروپا برای انجام این بررسی‌ها، دست‌اندازی می‌کرد.
در آمریکا، قانون‌گذاران کنگره هشدار دادند که ممکن است از سامانه اشلون برای نظارت بر شهروندان آمریکا نیز استفاده شود. در ۱۴ مه ۲۰۰۱ حکومت فدرال ایالات متحده آمریکا همه نشست‌ها یا کمیته موقت تحقیقی پارلمان اروپا دربارهٔ اشلون را لغو کرد.
بر پایه یک گزارش بی‌بی‌سی در مه ۲۰۰۱ دولت آمریکا همچنان از اعتراف به وجود اشلون خودداری می‌کرد.

### جنگ علیه تروریسم (۲۰۰۱ تاکنون)
پس از حملات ۱۱ سپتامبر به مرکز تجارت جهانی و پنتاگون، به عنوان بخشی از برنامه مبارزه با ترورسیم، توانایی‌های نظارتی فایو آیز به مقدار چشمگیری افزایش یافت.
در هنگام جنگ عراق، ارتباطات هانس بلیکس بازرس جنگ‌افزارهای سازمان ملل متحد توسط فایو آیز نظارت می‌شد. دفتر کوفی عنان دبیرکل پیشین سازمان ملل متحد توسط آژانش‌های اطلاعاتی بریتانیا شنود می‌شد. یک نوشته آژانس امنیت ملی آمریکا، جزئیات برنامه‌های فایو آیز برای افزایش امکان شنود از نمایندگان شش کشور در سازمان ملل را نشان می‌دهد که به «رای کثیف» شناخته می‌شدند. زیرا برای حمله به عراق، اعمال فشار بر این کشورها لازم بود.

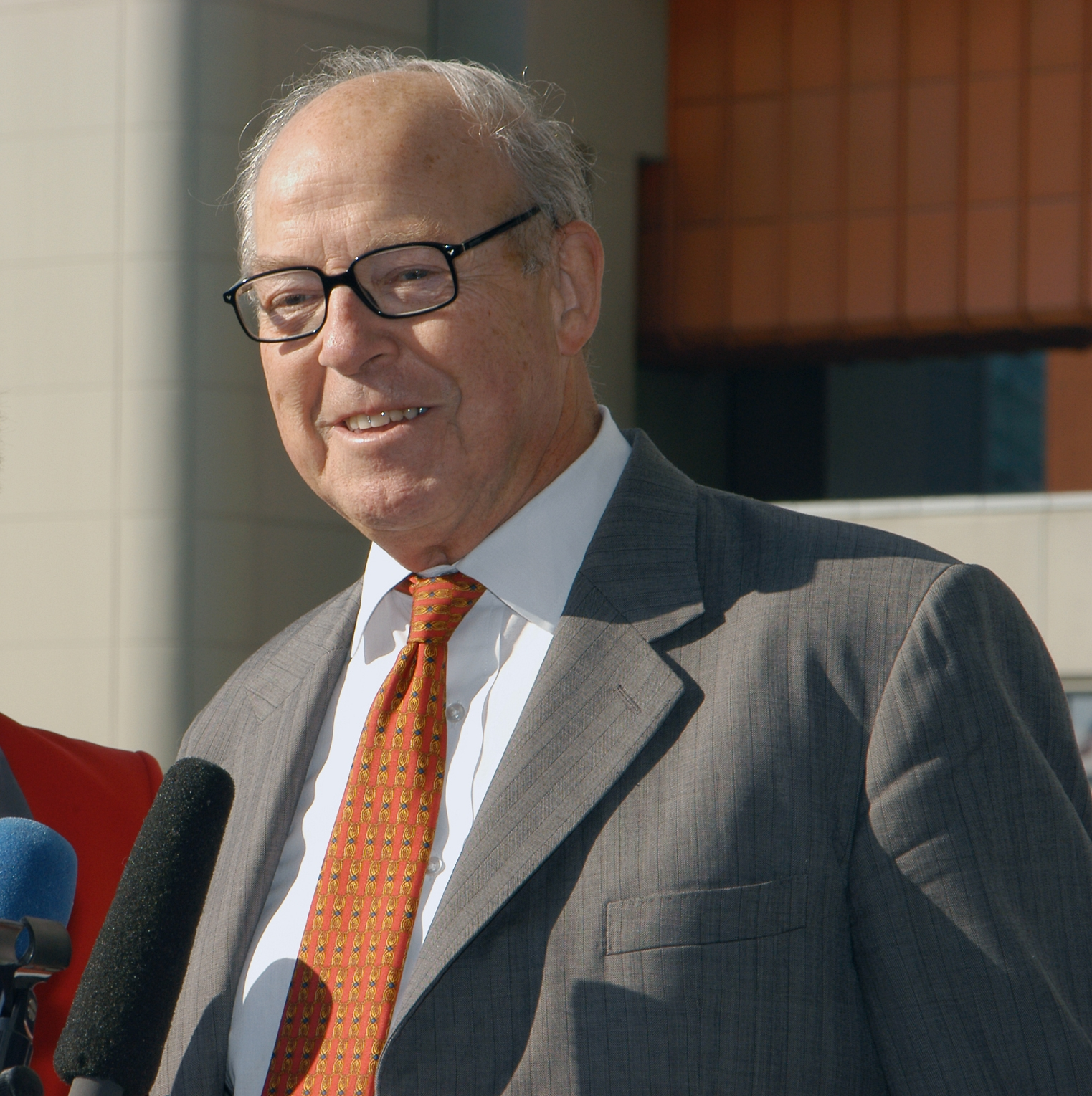
در هنگام جنگ عراق، ارتباطات هانس بلیکس بازرس جنگ‌افزارهای سازمان ملل متحد توسط فایو آیز نظارت می‌شد

سازمان اطلاعات مخفی بریتانیا (MI6) و آژانس اطلاعات مرکزی آمریکا (سیا) در یک همکاری جعلی با معمر قذافی (رهبر پیشین لیبی) از لیبیایی‌های مخالف او در جهان غرب جاسوسی می‌کردند. در عوضِ این جاسوسیِ جعلی، آن‌ها اجازه یافتند که در زمان توقیف‌های غیرعادی افراد، از خاک لیبی به عنوان پایگاه استفاده کنند.
در سال ۲۰۱۰ فایو آیز به ویرایش طبقه‌بندی شده اینترنت دولت آمریکا به نام سیپرنت دسترسی پیدا کرد.
در سال ۲۰۱۰ اسناد فاش شده توسط پیمانکار پیشین آژانس امنیت ملی آمریکا ادوارد اسنودن وجود تعداد بیشماری از برنامه‌های نظارتی را نشان دادند که به‌طور مشترک توسط سازمان‌های اطلاعاتی فایو آیز اجرا می‌شوند. فهرست زیر، برنامه‌های نظارتی مهم را نشان می‌دهد:
- پریزم: توسط آژانس امنیت ملی آمریکا، ستاد ارتباطات دولت بریتانیا و اداره سیگنال‌های استرالیا اجرا می‌شود.[۵۳][۵۴]
- ایکس‌کی‌اسکور: توسط آژانس امنیت ملی آمریکا، دفتر امنیت ارتباطات حکومت نیوزیلند و اداره سیگنال‌های استرالیا اجرا می‌شود.[۵۵]
- تمپورا (پروژه اطلاعاتی): توسط ستاد ارتباطات دولت بریتانیا و مشارکت آژانس امنیت ملی آمریکا اجرا می‌شود.[۵۶][۵۷]
- ماسکولار: توسط ستاد ارتباطات دولت بریتانیا و آژانس امنیت ملی آمریکا اجرا می‌شود.[۵۸]
- استیت‌روم: توسط ستاد ارتباطات دولت بریتانیا، آژانس امنیت ملی آمریکا، آژانس اطلاعات مرکزی آمریکا (سیا)، اداره سیگنال‌های استرالیا، و تشکیلات امنیت ارتباطات کانادا اجرا می‌شود.[۵۹]

در مارس ۲۰۱۴ دیوان بین‌المللی دادگستری به دولت استرالیا دستور داد تا جاسوسی از تیمور شرقی را متوقف کند. این نخستین باری بود که چنین حکمی یکی از اعضای فایو آیز را هدف می‌گرفت.

## جنجال هم‌رسانی جاسوسی از مردم داخل کشورها
در سال‌های اخیر، اسناد فایو آیز نشان داده‌اند که آن‌ها از شهروندان یکدیگر جاسوسی کرده و اطلاعات گردآوری شده را با یکدیگر همرسانی می‌کنند تا قانون ضد جاسوسی کشورهای خود را دور بزنند. «شامی چاکرابارتی» یک وکیل ادعا کرده که اتحاد فایو آیز توانایی اعضای آن را برای «تقسیم کارهای کثیف خود» بین یکدیگر افزایش می‌دهد. پیمانکار پیشین آژانس امنیت ملی ایالات متحده آمریکا ادوارد اسنودن نشان داده که که فایو آیز، «یک سازمان اطلاعاتی فرا ملی است که حتی به قوانین کشورهای خود نیز پاسخگو نیست».
در نتیجه افشاگری‌های اسنودن، موضوع اتحادیه فایو آیز در کانون بحث عامل بسیاری از جنجال‌های در جاهای مختلف جهان بوده‌است:
نیوزیلند: در سال ۲۰۱۴ مجلس نمایندگان نیوزیلند از سرویس اطلاعات امنیت نیوزیلند و دفتر امنیت ارتباطات حکومت نیوزیلند در مورد مشارکت پولی توسط این سازمان‌های اطلاعاتی از دیگر متحدان فایو آیز بازخواست کرد. هر دو آژانس اطلاعاتی از ارائه مدارک مربوطه و افشای مشارکت پولی ممکن با دیگر متحدان فایو آیز خودداری کردند. دیوید کانلیف رهبر وقت حزب کارگر نیوزیلند بر لزوم آگاهی عمومی از این مسائل پافشاری می‌کرد.
کانادا: در اوخر سال ۲۰۱۳ ریچارد موزلی قاضی فدرال کانادا، سرویس اطلاعات امنیت کانادا را برای سپردن جاسوسی از مردم کانادا به سرویس‌های اطلاعاتی دیگر کشورهای همکار، به شدت سرزنش کرد. یک حکم دادگاه ۵۱ صفحه‌ای نشان می‌دهد که سرویس اطلاعات امنیت کانادا و دیگر آژانس‌های فدرال در حالیکه عملکرد خود را از دادگاه فدرال کانادا پنهان می‌کنند به صورت غیرقانونی، دیگر متحدان فایو آیز را در برنامه‌های نظارت جهانی همراهی می‌کردند
اتحادیه اروپا: در اویل ۲۰۱۴ کمیته پارلمان اروپا در امور آزادی‌های فردی، عدالت و امور داخلی، پیش‌نویس یک گزارش را به اطلاع همگانی رساندند که تأیید می‌کرد آژانس‌های اطلاعاتی نیوزیلند و کانادا با همکاری آژانس امنیت ملی آمریکا در برنامه‌های نظارتی فایو آیز همکاری می‌کنند و به احتمال زیاد داده‌های شخصی شهروندان اتحادیه اروپا را همرسانی می‌کنند.

## دیگر همکاران جهانی
از زمان پیوستن دو متحد دیگر (استرالیا و نیوزیلند) به این اتحادیه اطلاعاتی در ۱۹۵۶ کشورهای دیگر نیز به عنوان «همکار شخص ثالث» به این اتحادیه پیوسته‌اند که اطلاعات خود را با فایو آیز همرسانی می‌کنند.

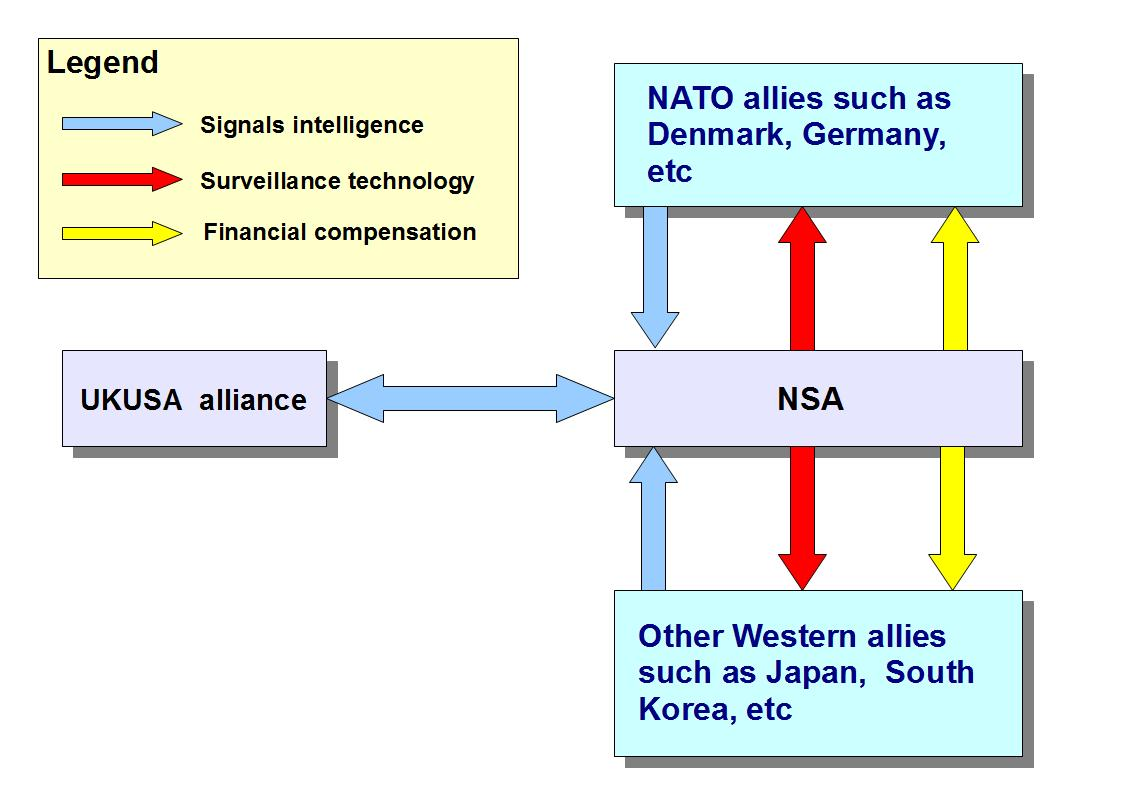
نمایه نشان‌دهنده چگونگی روابط بین آژانس امنیت ملی آمریکا و دیگر همکاران آن. کشورهای عضو توافق یوکی‌یواس‌ای جزء «شرکای دسته دوم» و کشورهای عضو سازمان پیمان آتلانتیک شمالی (ناتو) «شرکای دسته سوم» و دیگر همپیمانان غرب هستند: آژانس امنیت ملی آمریکا و شرکای دسته دوم: شنود الکترونیک و همرسانی گسترده آژانس امنیت ملی آمریکا و شرکای دسته سوم: شنود الکترونیک یک سویه برای آژانس امنیت آمریکا در عوض دریافت فناوری‌های نظارتی و پول نقد

در حالکه فایو آیز توافقی مشخص با عملیات مشخص بین پنج کشور است، دیگر توافق‌های همرسانی غیر فایو آیز نیز به‌طور جداگانه و با اهداف مشخص وجود دارند. برای نمونه، بر پایه اسناد ادوارد اسنودن آژانس امنیت ملی آمریکا، بدنه بزرگی به نام «اداره امور خارجه» دارد که مسئول همکاری با کشورهای دیگر است.

### سیکس آیز
بر پایه مجله خبری نوول اوبزرواتور، در سال ۲۰۰۹ آمریکا به فرانسه پیشنهاد پیوستن به فایو آیز و پیدایش «سیکس آیز» را داد. نیکولا سارکوزی، رئیس‌جمهور وقت فرانسه، شرایط پیوستن این کشور به آن اتحادیه را، جایگاهی مانند دیگر اعضا و «توافق عدم جاسوسی» بیان کرد. رئیس آژانس امنیت ملی آمریکا این شرط‌ها را پذیرفت. اما آژانس اطلاعات مرکزی آمریکا (سیا) و در پی آن باراک اوباما آن را رد کردند و فرانسه نیز از پیوستن به آن خودداری کرد.
در سال ۲۰۱۳ گزارش شد که آلمان علاقه‌مند به پیوستن به اتحادیه فایو آیز است. در آن زمان بسیاری از اعضای کنگره آمریکا مانند تیم راین و چارلی دنت برای ورود آلمان به فایو آیز فشار می‌آوردند.

گزارش شده که اسرائیل عضو ناظر فایو آیز است.

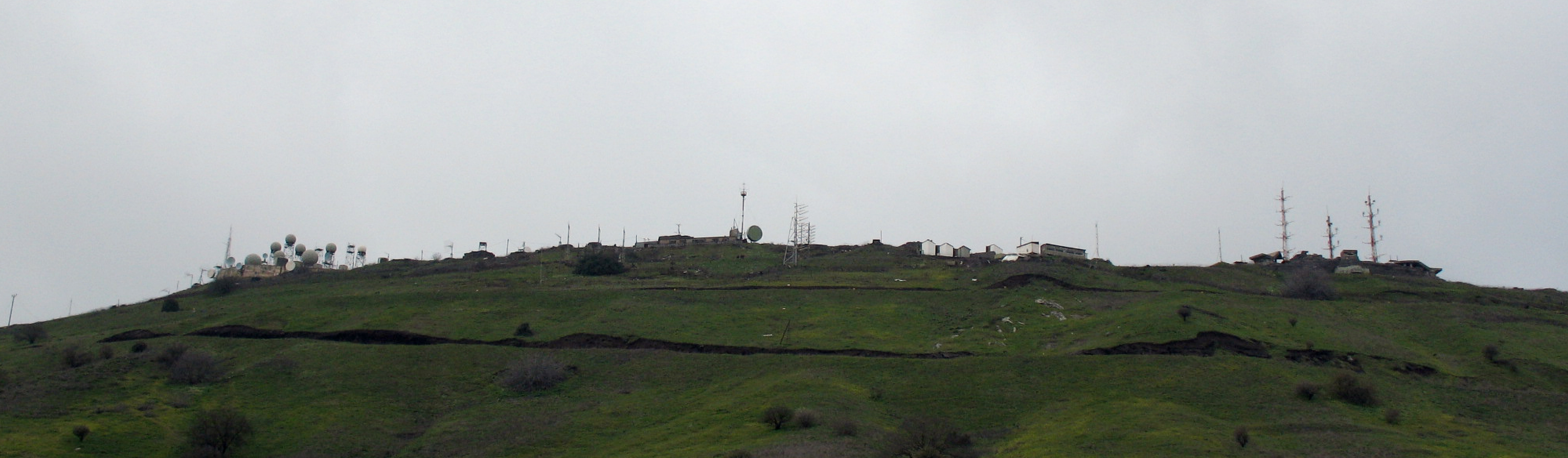
پایگاه «هار آویتال» یگان ۸۲۰۰ ارتش اسرائیل در بلندی‌های جولان سوریه

گزارش شده که سنگاپور و ژاپن با فایو آیز همکاری می‌کنند.

### همکاری با همفکران بر علیه روسیه و چین
گزارش شده که از اوایل سال ۲۰۱۸ (میلادی) فایو آیز و گروهی از «همکاران همفکر» آن مانند ژاپن و آلمان با هدف مقابله با تهدید کنش‌های برون‌مرزی چین و روسیه، چارچوبی را برای همرسانی اطلاعات بدست آمده، ارائه کرده‌اند.

### ناین آیز

کشورهای عضو اتحادیه ناین آیز

ناین آیز توافقی جداگانه است که کشورهای فایو آیز و دانمارک، فرانسه، هلند، و نروژ را در بر می‌گیرد. در فیلم اسپکتر (فیلم ۲۰۱۵) گروه تخیلی ناین آیز، کشورهای دیگری چون چین و آفریقای جنوبی را در بر می‌گرفت.

### فورتین آیز
بر پایه اسناد افشاد شده توسط اسنودن، قرارداد کاری دیگری بین ۱۴ کشور دیگر وجود دارد که به «سران شنود الکترونیک اروپا» یا «اس‌اس‌ای‌یوآر» شناخته می‌شود. فورتین آیز کشورهای ناین آیز و آلمان، بلژیک، اسپانیا، ایتالیا و سوئد را در بر می‌گیرد.

کشورهای عضو اتحادیه فورتین آیز

### دیگر همکاری‌های همرسانی اطلاعاتی
بر پایه سازمان خیریه پرایویسی اینترنشنال (حریم شخصی بین‌الملل) توافق‌های اطلاعاتی بسیاری وجود دارند که برخی یا همه کشورها را هدف می‌گیرند. مانند:
منطقه ویژه همرسانی اطلاعاتی بین ۴۱ کشور ائتلاف شرکت کننده در جنگ افغانستان.
تلاش مشترک فایو آیز برای «همکاری متمرکز» برای بهره‌برداری از شبکه رایانه‌های اتریش، بلژیک، جمهوری چک، دانمارک، آلمان، یونان، مجارستان، ایسلند، ایتالیا، ژاپن، لوکزامبورگ، هلند، نروژ، لهستان، پرتغال، کره جنوبی، اسپانیا، سوئد، سوئیس و ترکیه.
«باشگاه برن» که هفده عضو برتر آن، کشورهای اروپایی هستند و آمریکا عضو آن نیست.
گروه ضد تروریسم: که هفده کشور اروپاییِ باشگاه بِرن و آمریکا را دربردارد.
کمیته ویژه ناتو: از روسای سرویس‌های امنیتی ۳۰ عضو سازمان پیمان آتلانتیک شمالی (ناتو) تشکیل می‌شود.

## فهرست اهداف نظارت فایو آیز

### نمونه‌ای از افراد تحت پیگرد
همگام با افزایش توان نظارتی فایو آیز با پیشرفت فناوری، سامانه نظارت جهانی درنهایت به گونه‌ای توسعه داده شده تا ارتباط همه مردم جهان را فراتر از مرزها گردآوری کند. فهرست زیر شامل تعداد انگشت‌شماری از اهداف فایو آیز می‌شود که چهره‌های شناخته شده‌ای در زمینه‌های گوناگون هستند. برای اینکه شخصی وارد این فهرست شود باید مدارک معتبر و منابع قابل اعتماد ارائه شوند که شامل اسناد فاش شده یا از طبقه‌بندی خارج شده یا افشاگر باشد که نشان دهد فرد هدف، عمداً سوژه نظارت فایو آیز بوده‌است.
| تصویر | نام                                | دوره زندگی   | سازمان‌های امنیتی     | توضیح | منابع                           |
| ----- | ---------------------------------- | ------------ | -------------------- | --- | ------------------------------- |
|       | چارلی چاپلین                       | ۱۸۸۹ تا ۱۹۷۷ | - ام‌آی۵ - اف‌بی‌آی     | کمدین، فیلم‌ساز و آهنگساز بریتانیایی که در دوره فیلم صامت مشهور شد. او به خاطر ادعای ارتباط با کمونیسم از اوایل دهه ۱۹۵۰ میلادی تحت نظر ام‌آی۵ بود. ام‌آی۵ از سوی اف‌بی‌آی به عنوان کارزاری برای تبعید چاپلین از آمریکا فعالیت می‌کرد. | [ ۸۶ ] [ ۸۷ ] [ ۸۸ ]            |
|       | استروم تورموند                     | ۱۹۰۲ تا ۲۰۰۳ | - چندین سازمان       | عضو حزب دیکسیکرات و نامزد انتخابات ریاست‌جمهوری ۱۹۴۸ آمریکا و نماینده کارولینای جنوبی در مجلس سنای آمریکا از ۱۹۵۴ تا ۲۰۰۳. در سال ۱۹۸۸ مارگارت نیوشام، کارمند شرکت لاکهید کورپوریشن در یک جلسه پشت درهای بسته به کنگره آمریکا گفت که طی پروژه اشلون، تماس‌های تلفنی تورمند، تحت نظر کشورهای فایو آیز بوده‌است. | [ ۸۹ ] [ ۹۰ ] [ ۹۱ ]            |
|       | نلسون ماندلا                       | ۱۹۱۸ تا ۲۰۱۳ | - سیا - اس‌آی‌اس       | کنشگر، وکیل و انسان‌دوست اهل آفریقای جنوبی که از ۱۹۹۴ تا ۱۹۹۹ رئیس‌جمهور این کشور بوده‌است. ماندلا از سوی منتقدین به عنوان تروریست شناخته شده و تحت نظر سازمان اس‌آی‌اس بریتانیا بوده‌است. در سال ۱۹۶۲ُ پس از آنکه سیا جزئیاتی از فعالیت‌های تروریستی ماندلا را در اختیار مقامات محلی گذاشت، او دستگیر شد. | [ ۹۲ ] [ ۹۳ ] [ ۹۴ ] [ ۹۵ ]     |
|       | جین فوندا                          | ۱۹۳۷ تا کنون | - جی‌سی‌اچ‌کیو - ان‌اس‌ای | هنرپیشه، نویسنده، کنشگر سیاسی و مدل (شخص) پیشین. تماس‌های تلفنی وی و همچنین همسران گذشته او (مانند تام هایدن) به دلیل کنش‌های سیاسی‌اش تحت نظارت جی‌سی‌اچ‌کیو هستند. این تماس‌ها به ان‌اس‌ای منتقل می‌شوند. | [ ۹۶ ] [ ۹۷ ]                   |
|       | سید علی خامنه‌ای                    | ۱۹۳۹ تا کنون | - جی‌سی‌اچ‌کیو - ان‌اس‌ای | روحانی شیعه دوازده‌امامی، رئیس‌جمهور پیشین و رهبر جمهوری اسلامی ایران. او و همراهانش در یک بازدید نادر از بخش‌های کردنشین ایران در سال ۲۰۰۹ هدف جاسوسی مشترک جی‌سی‌اچ‌کیو و ان‌اس‌ای بود. این عملیات جاسوسی، با تجهیزاتی بسیار پیشرفته شامل تصویربرداری ماهواره‌ای انجام شد. | [ ۹۸ ]                          |
|       | جان لنون                           | ۱۹۴۰ تا ۱۹۸۰ | - اف‌بی‌آی - ام‌آی۵     | موسیقی‌دان، ترانه‌سرای بریتانیایی و خواننده اصلی گروه بیتلز. او در بسیاری از ترانه‌های خود به بیان اندیشه‌های جنبش ضد جنگ می‌پردازد. نمونه‌ای از این ترانه‌ها به صلح یک شانس بده و کریسمس مبارک (جنگ تمام شد) هستند. او در سال ۱۹۷۱ در نیویورک ساکن شد تا به جنبش آمریکاییان ضد جنگ ویتنام بپیوندد. در طی ۱۲ ماه بعد، اف‌بی‌آی نظارت گسترده‌ای بر او داشت و سعی کرد که او را به بریتانیا بازگرداند. این عملیات با همکاری ام‌آی۵ انجام می‌شد. | [ ۹۹ ] [ ۱۰۰ ] [ ۱۰۱ ] [ ۱۰۲ ]  |
|       | ایهود اولمرت                       | ۱۹۴۹ تا کنون | - جی‌سی‌اچ‌کیو - ان‌اس‌ای | سیاست‌مدار، وکیل، شهردار پیشین اورشلیم و دوازدهمین نخست‌وزیر اسرائیل. او و وزیر دفاع اسرائیل (ایهود باراک) تحت نظارت جی‌سی‌اچ‌کیو و ان‌اس‌ای بودند. | [ ۱۰۳ ]                         |
|       | سوسیلو بامبانگ یودهویونو           | ۱۹۴۹ تا کنون | - ای‌اس‌دی - ان‌اس‌ای    | ناظر ارشد نظامی پیشین عملیات حفظ صلح سازمان ملل متحد در بوسنی و هرزگوین و رئیس‌جمهور پیشین اندونزی. او و همسرش تحت نظارت ای‌اس‌دی بوده‌اند. جزئیات این عملیات نظارتی با ان‌اس‌ای به اشتراک گذاشته می‌شد. | [ ۱۰۴ ] [ ۱۰۵ ] [ ۱۰۶ ]         |
|       | آنگلا مرکل                         | ۱۹۵۴ تا کنون | - چندین سازمان       | دانشمند، سیاست‌مدار سابق و صدراعظم آلمان. از سال ۲۰۰۵ تاکنون ارتباطات تلفنی او توسط سرویس جمع‌آوری ویژه شنود می‌شود که بخشی از برنامه نظارتی استیت‌روم است. | [ ۱۰۷ ] [ ۱۰۸ ] [ ۱۰۹ ]         |
|       | دایانا، شاهدخت ولز                 | ۱۹۶۱ تا ۱۹۹۷ | - جی‌سی‌اچ‌کیو - ان‌اس‌ای | یک حامی منع جهانی استفاده از مین و شاهدخت ولز که تحت نظارت جی‌سی‌اچ‌کیو و ان‌اس‌ای بود. این سازمان‌ها با یک پرونده محرمانه با بیش از ۱۰۰۰ صفحه از او تهیه کرده بودند. جزئیات این پرونده به دلیل نگرانی‌های امنیت ملی قابل افشا نیست. | [ ۱۱۰ ] [ ۱۱۱ ] [ ۱۱۲ ]         |
|       | کیم داتکام (با نام تولد کیم شمیتس) | ۱۹۷۴ تا کنون | - اف‌بی‌آی - جی‌سی‌اس‌بی  | یک کارآفرین، بازرگان و هکتیویست آلمانی-فنلاندی او بنیانگذار سرویس بارگذاری پرونده مگاآپلود بود. جی‌سی‌اس‌بی نظارت غیرقانونی بر او را از سوی اف‌بی‌آی انجام داد. بعدها نخست‌وزیر نیوزیلند، جان کی، از کیم عذرخواهی کرد. | [ ۱۱۳ ] [ ۱۱۴ ] [ ۱۱۵ ] [ ۱۱۶ ] |

### سازمان‌های تحت نظارت

#### شرکت‌های هواپیمایی

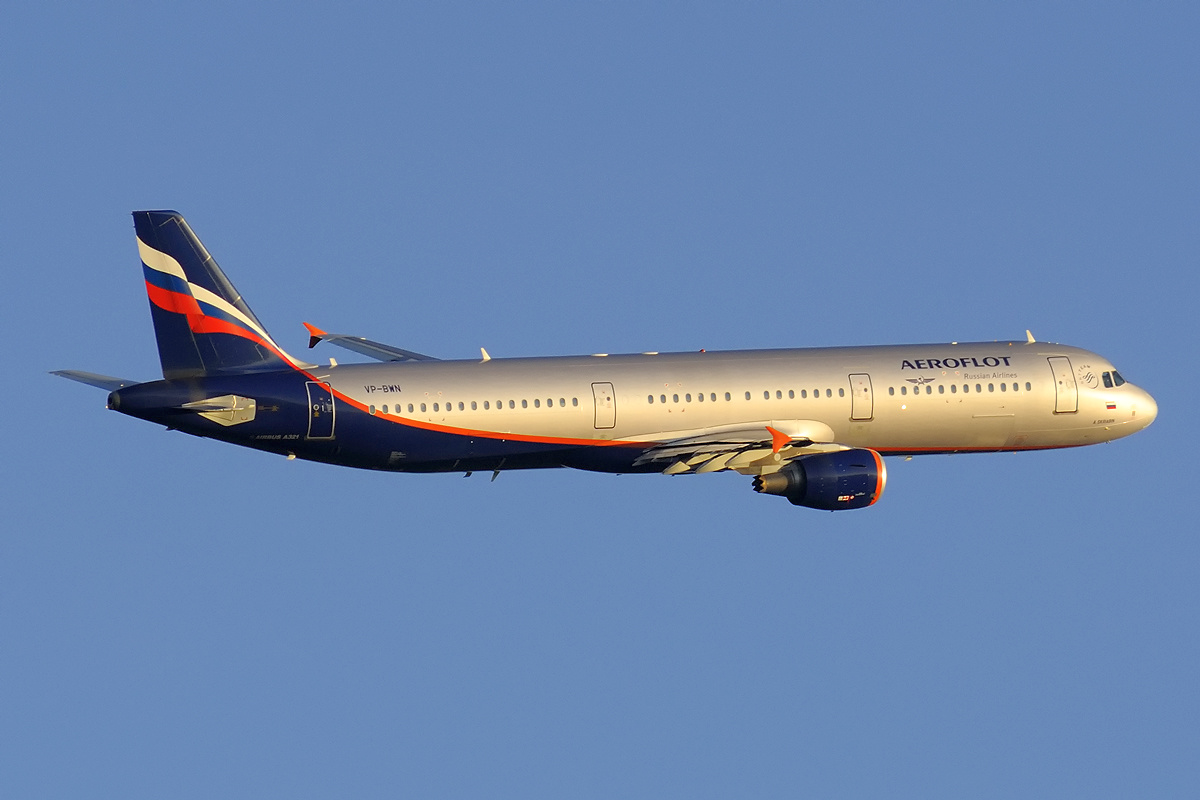
سیستم رزرو هواپیمایی آئروفلوت روسیه توسط آژانس امنیت ملی آمریکا هک شده بود

- آئروفلوت[۱۱۷]

#### شبکه‌های تلویزیونی
- الجزیره (قطر)[۱۱۸]

#### نهادهای مالی
- مسترکارت (آمریکا)[۱۱۹][عدم مطابقت با منبع]
- سوئیفت[۱۱۹]
- ویزا کارت[۱۱۹]

#### شرکت‌های چند ملیتی
- گروه تالس (فرانسه)[۱۲۰]

#### شرکت‌های نفتی

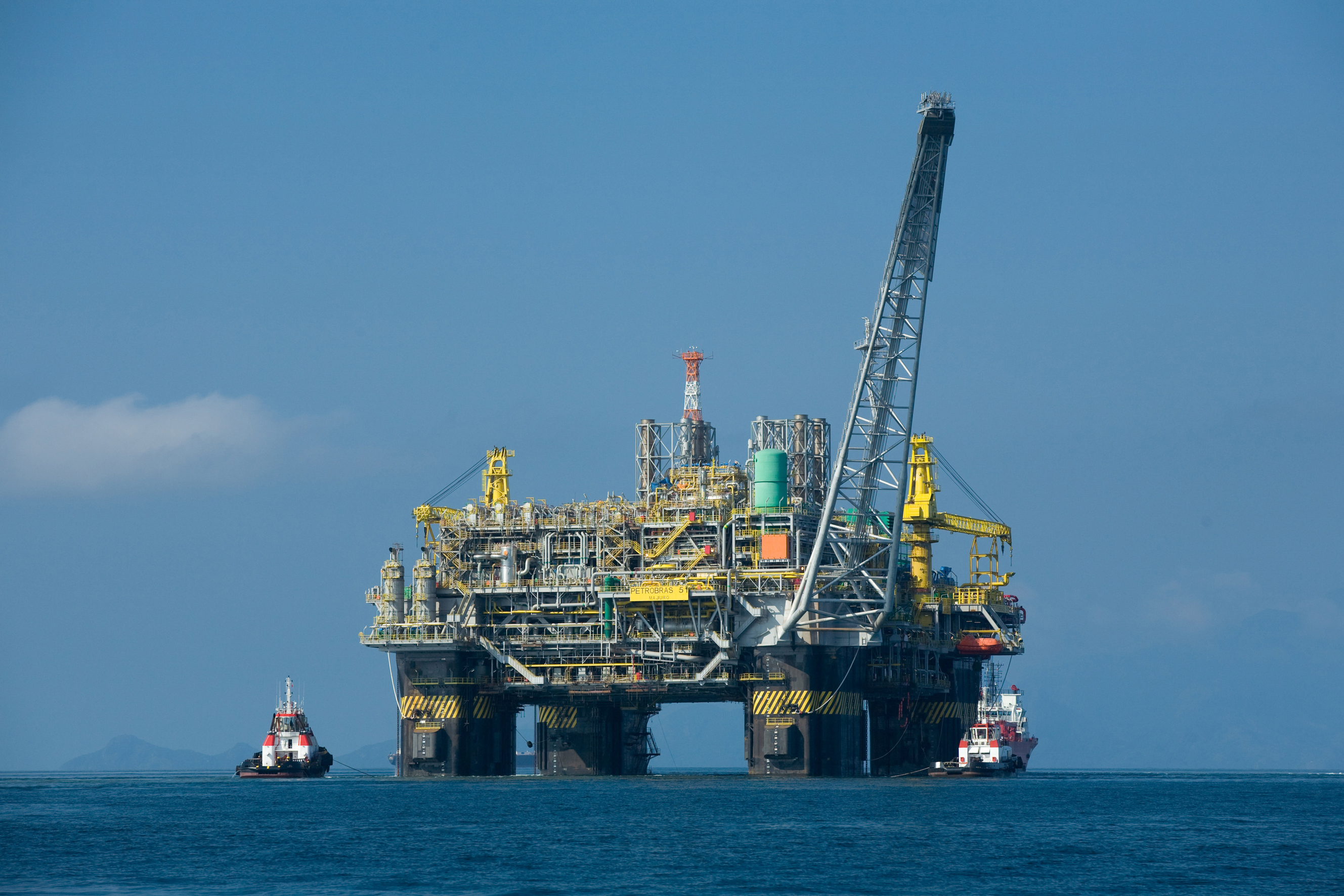
پتروبراس شرکت پیشتاز در حفاری در آب‌های عمیق هدفی برجسته برای دولت آمریکا است.

- پتروبراس (برزیل)[۱۲۱]
- توتال (فرانسه)[۱۲۰]

#### موتورهای جستجو
- گوگل (آمریکا)[۱۲۲][۱۲۳]
- یاهو! (آمریکا)[۱۲۴]

#### شرکت‌های تلفنی
- آلکاتل-لوسنت[۱۲۵]
- بلگاکام[۱۲۶]
- پکنت[۱۲۷]

#### سازمان ملل متحد
- مجمع عمومی سازمان ملل متحد[۱۲۸]

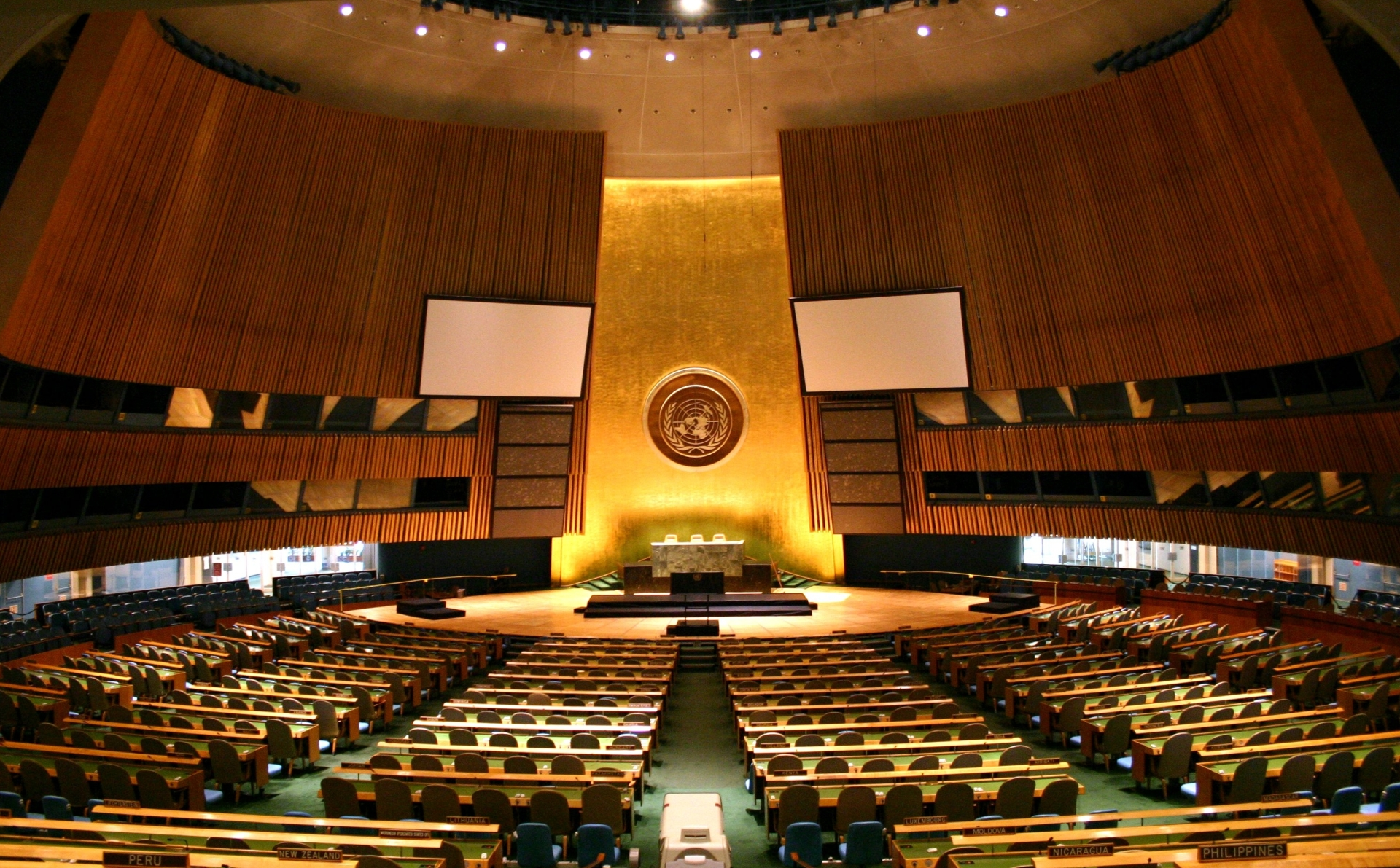
بر اساس اسناد فاش شده توسط ادوارد اسنودن، مقر سازمان ملل متحد و مجمع عمومی سازمان ملل متحد در نیویورک، هدف مأموران آژانس امنیت ملی ایالات متحده آمریکا بود که خود را به عنوان سیاست‌مدار جا می‌زدند.

- مؤسسه پژوهشی خلع سلاح سازمان ملل متحد[۱۲۹]
- یونیسف[۱۲۰]
- برنامه عمران ملل متحد[۱۲۰]
- آژانس بین‌المللی انرژی اتمی[۱۳۰]

#### دانشگاه‌ها
- دانشگاه چینهوا (چین)[۱۳۱]
- مؤسسه فیزیک رکا در دانشگاه عبری اورشلیم (اسرائیل)[۱۳۲]